# Tova Magnusson
Tova Magnusson, under en period Tova Magnusson Norling, folkbokförd Towa Dorothea Magnusson, född 18 juni 1968 i Huddinge, är en svensk skådespelare, komiker och regissör.

## Biografi
Magnusson växte upp i Sorunda. 1997 bildade hon tillsammans med bland annat Simon Norrthon, Malin Cederbladh och Figge Norling konstnärskollektivet "Gruppen". Deras första produktion Clownen luktar bensin blev nattshow på Boulevardteatern och senare flyttad till P3. 1999 spelade hon med i Sissela Lindgrens uppsättning av Speed the Plow på Boulevardteatern. 2000 satte hon upp Skitungen – en omöjlig gosse på Teater Plaza. 2004 debuterade hon som filmregissör med Fröken Sverige.
Hon var tidigare gift med skådespelaren Figge Norling. De har två barn, födda 1993 och 1999.

## Filmografi, i urval
Skådespelare
- 1992 – Svart Lucia
- 1992 – Ha ett underbart liv
- 1993 – Den gråtande ministern (TV-serie)
- 1993 – Roseanna
- 1993 – Brandbilen som försvann
- 1994 – Mannen på balkongen
- 1995 – Den täta elden (TV-serie)
- 1995 – Radioskugga (TV-serie)
- 1995 – Vi skulle ju bli lyckliga...
- 1996 – Att stjäla en tjuv
- 1999 – Dödsklockan
- 2003 – Norrmalmstorg
- 2005 – Medicinmannen (TV-serie)
- 2006 – Den som viskar (TV-serie)
- 2006 – Keillers park
- 2009 – Flickan
- 2010 – En busslast kärlek
- 2010 – Fyra år till
- 2011 – Gustafsson 3 tr (TV-serie)
- 2012 – Solsidan (TV-serie)
- 2013 – Det knullande paret
- 2013 – Bron (TV-serie)
- 2014 – En levande själ
- 2014 – Tjockare än vatten (TV-serie)
- 2014 – Min så kallade pappa
- 2017 – Saknad
- 2018 – Gråzon (TV-serie)
- 2018–2019 – Vår tid är nu (TV-serie)
- 2018 – Livet på Dramaten (TV-serie)
- 2019 – Quick
- 2019–2020 – Sommaren med släkten (TV-serie)
- 2020 – Orca
- 2021 – En kunglig affär (TV-serie) – Åklagare Gunnel Rytterberg
- 2026 – Dante (röstroll)

Regissör
- 2002 – Rederiet (TV-serie)
- 2004 – Fröken Sverige
- 2007 – Gynekologen i Askim (TV-serie)
- 2010 – Fyra år till
- 2010 – Sture & Kerstin Forever
- 2012 – Arne Dahl: De största vatten (TV-serie)
- 2012 – Solsidan (TV-serie)
- 2016 – Det mest förbjudna

## Teater

### Roller (ej komplett)
| År   | Roll               | Produktion | Regi               | Teater                   |
| ---- | ------------------ | --- | ------------------ | ------------------------ |
| 2007 | Grevinnan          | Figaros bröllop (La Folle Journée, ou Le Mariage de Figaro) Pierre de Beaumarchais                                             | Philip Zandén      | Parkteatern              |
| 2014 |                    | Tartuffe (Tartuffe, ou l'Imposteur) Molière                                                                                    | Tobias Theorell    | Göteborgs stadsteater    |
| 2016 |                    | Huset vid nattens ände Sebastian Hartmann                                                                                      | Sebastian Hartmann | Dramaten                 |
| 2017 | Grevinnan Almaviva | Figaros bröllop (La Folle Journée, ou Le Mariage de Figaro) Pierre de Beaumarchais                                             | Tobias Theorell    | Dramaten                 |
| 2018 | Produktionsledaren | En natt i den svenska sommaren Erland Josephson                                                                                | Eirik Stubø        | Dramaten                 |
| 2019 | Baronessan         | Förlovningen (Un fil à la patte) Georges Feydeau                                                                               | Ellen Lamm         | Dramaten                 |
| 2020 |                    | Berusade (Пьяные) Ivan Vyrypaev                                                                                                | Tobias Theorell    | Dramaten                 |
| 2022 | Grethe             | Jakten (Jagten) Thomas Vinterberg och Tobias Lindholm                                                                          | Eirik Stubø        | Kulturhuset Stadsteatern |
| 2023 | Greta              | Tiden är vårt hem Lars Norén                                                                                                   | Eirik Stubø        | Kulturhuset Stadsteatern |
| 2023 | Sigrid Hedman      | Kretsen - om Hilma af Klint Sofia Papadimitriou Ledarp, Frida Hallgren, Tova Magnusson, Beata Hedman och Lena-Pia Bernhardsson | Anna Ståhl         | Kulturhuset Stadsteatern |
| 2024 | Olga               | Tre systrar (Три сeстры, Tri sestry) Anton Tjechov                                                                             | Eirik Stubø        | Kulturhuset Stadsteatern |